# FILIP1
La proteína 1 de interacción con filamina A, también conocida como FILIP1, es una proteína codificada en humanos por el gen FILIP1.

## Interacciones
La proteína FILIP1 ha demostrado ser capaz de interaccionar con:
- Filamina A[3]